# Nedzsef
Nedzsef  vagy más átírásokban Nadzsaf (arab: النجف – an-Naǧaf) város Irakban, az azonos nevű Nedzsef kormányzóság székhelye. A város a síita iszlám egyik legszentebb városa és a síita politikai hatalom központja Irakban.

## Fekvése
Bagdadtól 160 km-re délre fekvő település.

## Története
Nedzsef az iszlám hódítás előtti időkben a hírai lahmida királyok nyári rezidenciája volt, később pedig Alinak, a negyedik kalifának lett a temekezési helye. Évente síiták százezrei keresik fel az iszlám világból. Nemcsak zarándokolni jönnek, hanem vannak, akik halottaikat is ide hozzák eltemetni, sokszor még Iránból is. A Bagdad–Kerbela–Nedzsefbe vezető úton gyakran lehet tetején koporsót szállító autóval, busszal találkozni. A város körül hatalmas temetők terülnek el, sok színesre festett sírral és köztük egy-egy mauzóleummal.

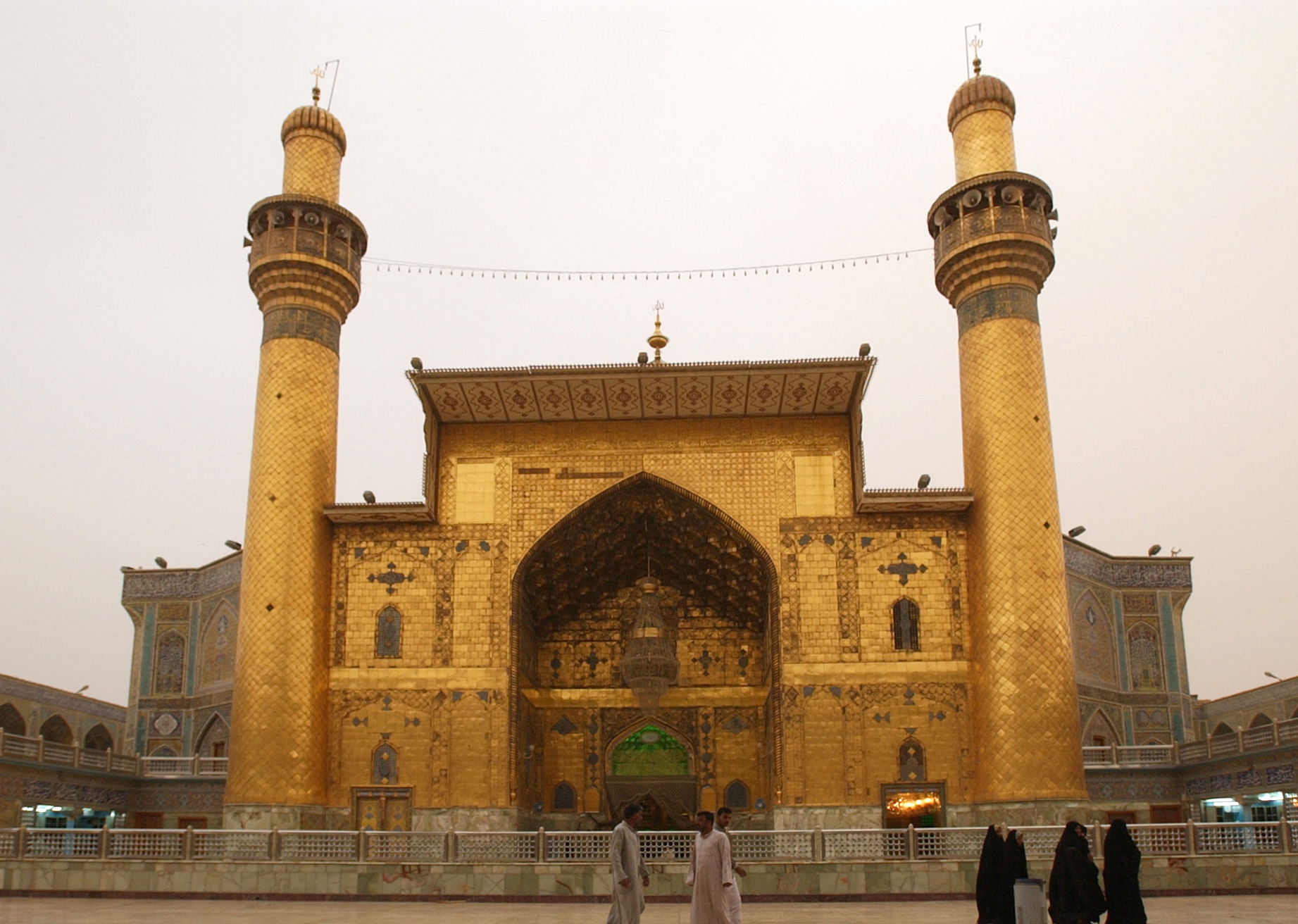
Az Ali Imám-mecset, a síiták legszentebb zarándokhelye

Ali kalifa sírszentélye a város központjában van. Ez az egyik leglátogatottabb és legtiszteltebb síita zarándokhely. Ali - akit a kúfai nagy dzsámiban öltek meg - halála előtt úgy rendelkezett, hogy holttestét tegyék egy tevére, s engedjék a tevét menni, amerre akar. Ahol először letérdel, ott temessék el. Eszerint is történt, de sírjának helyét titokban tartották egészen addig, amíg Hárún ar-Rasíd kalifa egy alkalommal Kúfa környékén vadászott. Egy bozótosban azt tapasztalta, hogy lova nem hajlandó továbbmenni. A környéken élő parasztok magyarázták meg a csodát: Ali imám sírját szent helynek tartják, ahol még a vadállatok is oltalmat találnak. Hárún kiásatta Ali testét és tiszteletére síremléket építtetett, mely hamarosan népszerű szentély lett.
A 10. században Ibn Haukal említette először a sír-szentélyt, leírásában megemlítve, hogy Abu l-Hajdzsá ibn Hamdán moszuli kormányzó (†929) egy négy oszlopon álló kupolát emeltetett a sír fölé, s gazdag szőnyegekkel díszítette a szentélyt. Körülötte város alakult ki, melyet fallal vett körül. A falat, mely gátolta a város terjeszkedését, a 20. század közepe után bontották le.
A szentély 1051-ben leégett, azonban 1086-ban mikor a szeldzsuk Maliksáh meglátogatta, már újra állt. 1326-ban Ibn Battúta Nedzsefben tett látogatásakor részletes leírást adott a városról és a szentélyről.

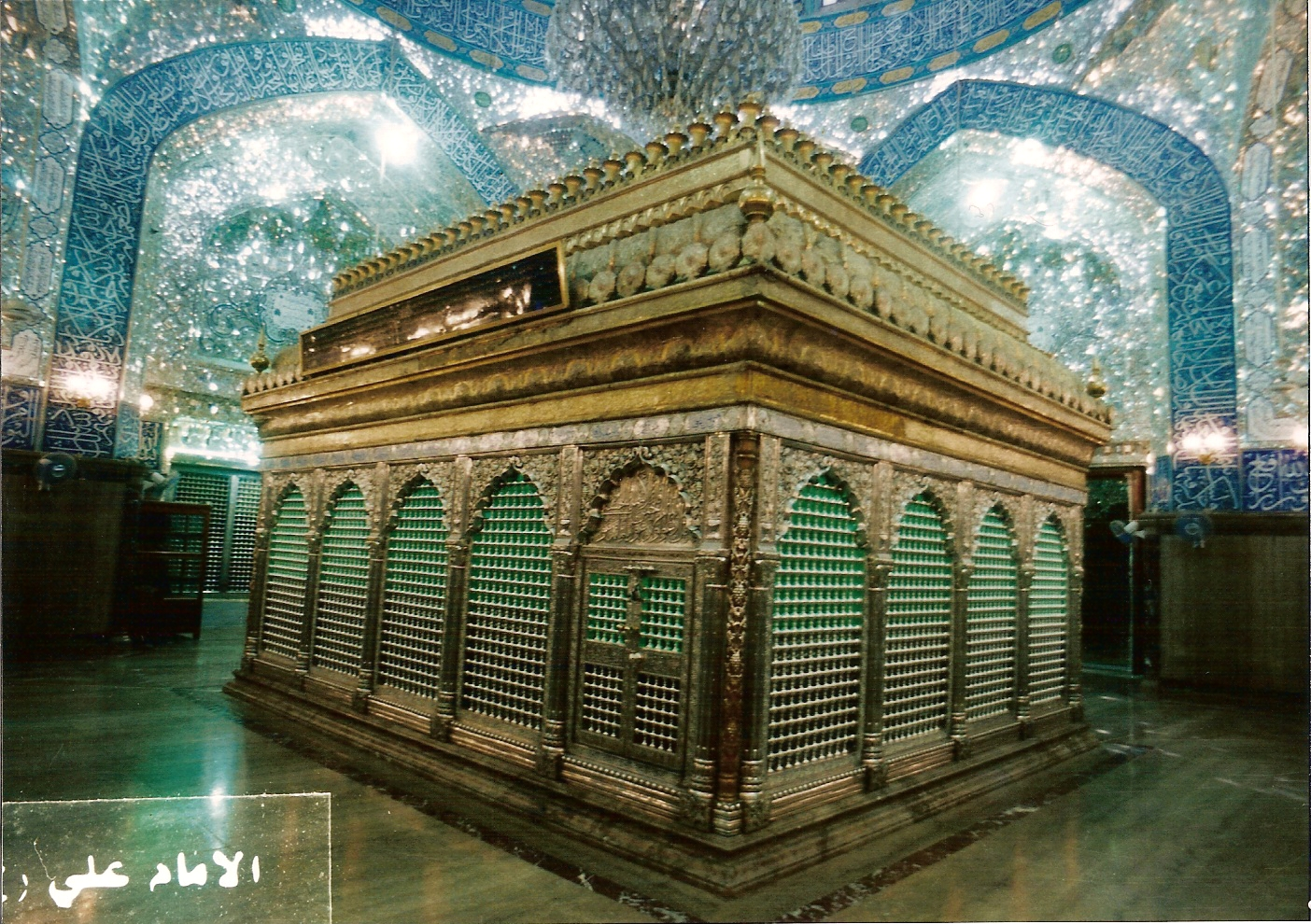
Ali mauzóleuma

Ali mauzóleumának mai formáját a bejárati íván felirata szerint 1743-ban nyerte el. Az épület közel négyzetes udvar nyugati oldalán áll. Az udvart övező fal mellett vannak a zarándokok elhelyezésére szolgáló helyiségek. Főkapuja keletre néz, színes mintás fajansszal gazdagon díszítették.
A szentély kincstárában őrzik a drágakövek, igazgyöngyök, ékszerek gyűjteményét, drága szőnyegeket és azokat a Korán-másolatokat, melyeket a hagyomány szerint maga Ali és fia, al-Haszan imám írt.
A városnak számos iskolájában tanítják a klasszikus arab nyelvet és a muszlim teológiát.

## Közlekedés
A városnak nemzetközi repülőtere is van: a Nedzsef nemzetközi repülőtér.